# Pelusios williamsi
Pelusios williamsi är en sköldpaddsart som beskrevs av  Laurent 1965. Pelusios williamsi ingår i släktet Pelusios och familjen pelomedusasköldpaddor.
Typisk för arten är det breda huvudet med två skäggtöm på hakan och sköldens mörka färg. Sköldpaddan har breda extremiteter med simhud mellan fingrar och tår samt klor. Svansen är hos hannar tjockare än hos honor. Skölden är vanligen 15 till 20 cm lång och den når ibland en längd av 25 cm.
Arten förekommer i östra Kongo-Kinshasa, Uganda, Kenya och Tanzania. Kanske finns den även i Rwanda.
Individerna vistas intill insjöar och vattendrag. De simmar ofta. Honor lägger ägg. Pelusios williamsi lever i kulliga regioner och i bergstrakter mellan 400 och 1300 meter över havet.

## Underarter
Arten delas in i följande underarter:
- P. w. williamsi
- P. w. lutescens
- P. w. laurenti